# 熊本市交通局8200型電車
熊本市交通局8200型电车（日语：／）是日本熊本市交通局的现用有轨电车之一，也是日本最早采用VVVF交流传动技术的城市轨道交通列车。

## 概要
该款电车是熊本市交通局在熊本市电于1980年完成列车空调化改造工程之后引进的，共2列（8201号和8202号），每列造价6300万日元（1982年时）。两列电车于1982年5月10日凌晨运抵熊本市电的大江车库，在经过长期的试运行和乘务员训练之后，于同年8月2日举行了首发仪式并上线运行。
两列电车上线不久，即获得了乘客的高度评价，并且由于采用了一系列新型车辆技术，而在一年后获得了铁道友之会颁发的“桂冠奖”。此外，8201号电车拥有爱称“白鲸”，8202号电车拥有爱称“火之国”。

## 构造
该款电车以“近代性、舒适性、高性能化”为基本设计原则，与广岛电铁3500型电车和长崎电气轨道2000型电车同属于“轻快电车”大类。
在该部分的说明中，以连结器所在一侧的车头为电车的二位端（即8201号电车的健军町方向，或8202号电车的田崎桥/上熊本方向），其对侧则为一位端，左手侧和右手侧均相对二位端指向而言。

### 外观
该款电车采用由两种钢板焊接而成的全金属轻量构造车体，其中外立面采用厚度1.2 mm的普通钢板，车顶和客室底板采用厚度0.8 mm的不锈钢钢板；车身设计秉承“轻快电车”大类的基调，较多采用直线轮廓，侧面有一条绿色饰带，体现“轻快”和“熊本的绿与水”的形象。
电车的前窗使用了大型电加热玻璃，其上方配有大型方向幕，下方标有电车编号，编号两侧分别为路线系统牌和爱称牌，两块记号牌下方各有一盏前照灯（白灯）和尾灯兼制动灯（红灯）。
电车的侧窗为带外框的上下推拉式单元窗，两侧各有6扇，每扇的宽度为1.1 m；大部分侧窗的高度为1 m，仅有侧面方向幕上方侧窗的高度为0.5 m。
电车的侧门为左右不对称配置，这是因为熊本市电采用“后上前下”的乘车方式。侧门包括位于电车中部的、有效宽度140 cm的双开四页折叠门，以及靠近驾驶台的、有效宽度85 cm的单开双页折叠门；侧门底边与轨道的间距为35 cm，与客室底板（与轨道的间距为85 cm）之间通过两级台阶实现过渡。

### 内装
客室内的座椅为混合式排布，包括长座椅和单座椅两种类型：
- 两张长座椅斜向相对，分别为位于左手侧的7人长座椅（长度2.99 m），以及位于右手侧的8人长座椅（长度3.56 m），每张长条座椅都与五张单座椅相对；
- 单座椅的间距为69 cm，其靠背可以转换方向，使乘客的乘坐方向与列车的前进方向保持一致。

电车制造当时，熊本市电采用分段计价模式（2007年10月恢复为单一票价模式），因此电车在车门处设有整理券发售器和车费显示器。
客室的天花板上设有24个冷气出口，长座椅下方则共设有8个加热器。

驾驶台的设计与“轻快电车”大类的其他车型类似，配有风扇和加热器；台面左侧为KL-140B型控制器，右侧为ME-38LM型刹车阀。

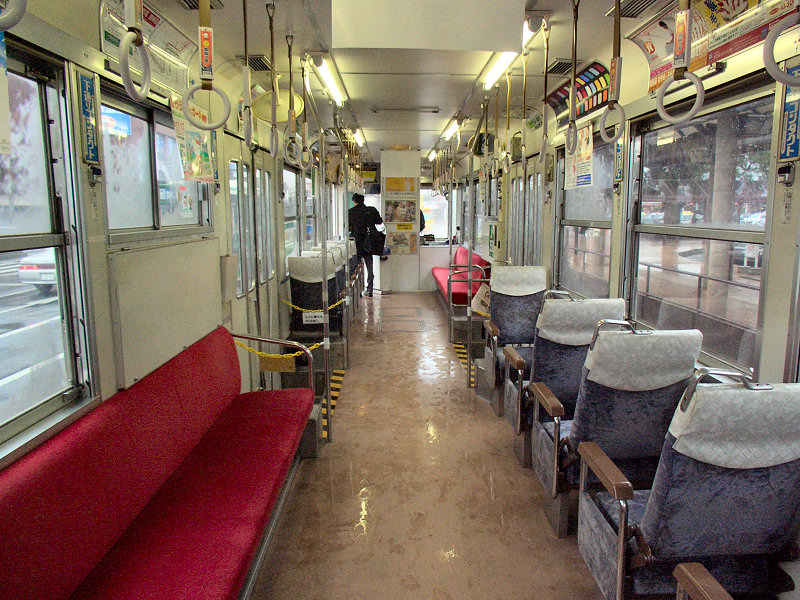
8201号电车内部
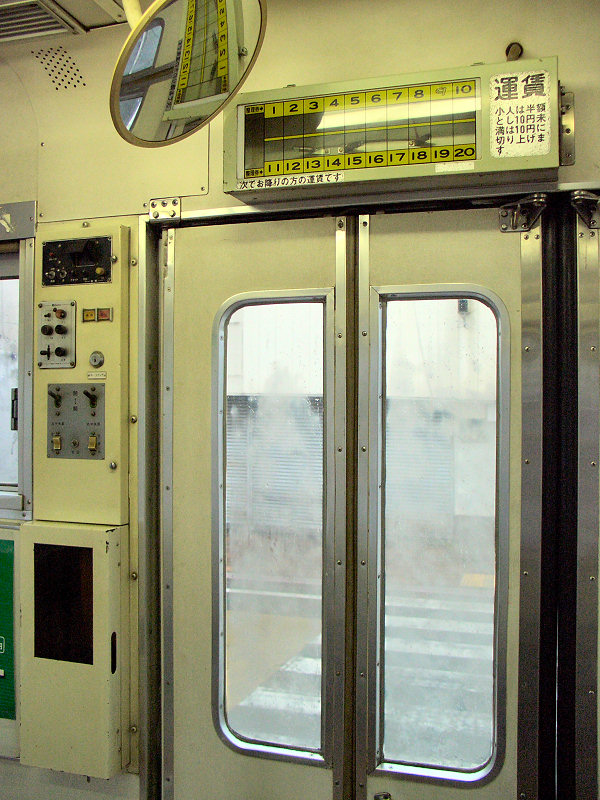
车门上方的车费显示器
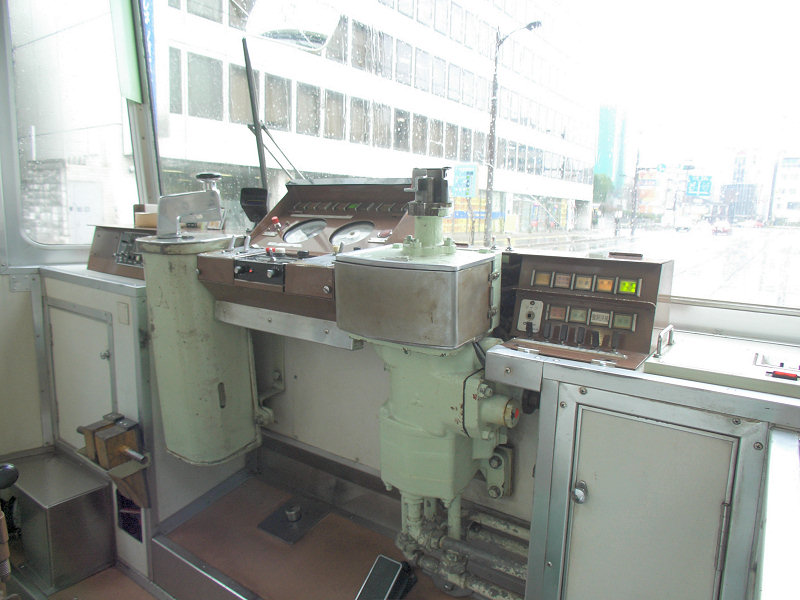
8201号电车的驾驶台

### 主要部件

#### 转向架

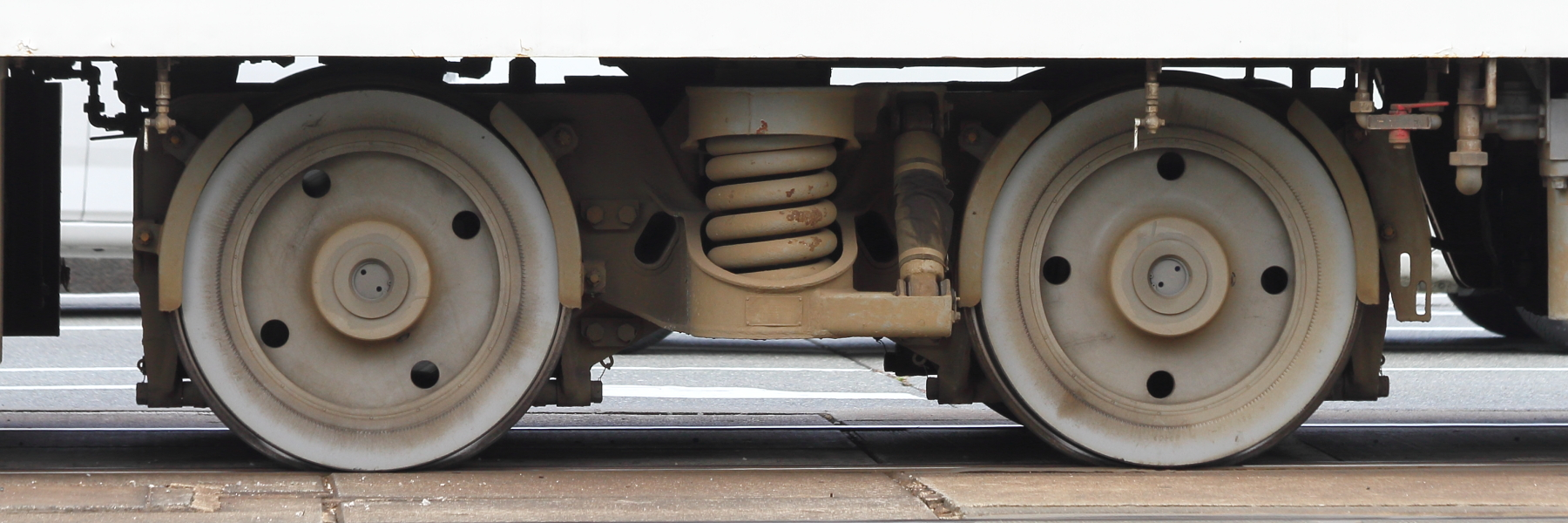
不带电动机的NS-19型转向架

该款电车的转向架包括NS-18型和NS-19型两种，均为日本车辆制造制，其中NS-18型转向架靠近一位端，安装有撒沙装置、两组盘式液压制动器和一台牵引电动机，并采用了附带特殊滚珠轴承的大直径心盘；NS-19型转向架靠近二位端，安装有四组盘式液压制动器，并采用小直径心盘。
两种转向架均为省去摇枕悬挂的直接安装型转向架，按枕簧、防震橡胶、摇枕、心盘的顺序依次安装，支撑起车体；转向架采用隔音车轮，车轴亦设计为空心轴以减轻转向架的整体重量。

#### 制动系统
该款电车采用三菱电机制SME-R型制动系统，这是在既有SME型空气直通制动器的基础上组合了电制动器的制动系统。当司机操作驾驶台的刹车阀时，直通管根据刹车阀的操作角度产生制动气压，该气压信号输入到制动系统中，制动系统结合电车载荷判断输出的刹车量；同时，电制动器也发挥作用，其作用量被反馈到制动系统中，反过来减小空气制动产生的制动气压。这套制动系统也在后续的8800型电车上得到应用。

#### 连结器
该款电车的二位端设有连结器，可实现高峰时段两节电车的重联运行。连结器包括客室地板下方的紧贴式连结器，以及窗下中央部的电气连结器，它们在单节运行时可以收起。不过受到西辛岛町分岔点处信号系统的制约，重联运行迄今尚未实施。

#### 车下控制设备
牵引电动机为三菱电机制MB-5008-A型三相异步交流电动机，在每节电车上各安装一台，位于NS-18型转向架的底座中央。牵引电动机的主要参数为：额定功率120 kW，额定电压440 V、额定电流200 A、额定频率53 Hz、额定转速1600转每分。
该款电车登场时，搭载了使用逆导通晶闸管（RCT）的三菱电机制SIV-244型PWM牵引逆变器，这是VVVF交流传动技术在日本的首次应用；该装置在2006~2007年间被更换为使用IGBT元件的三菱电机制MAP-121-60VD155型牵引逆变器。

#### 车顶设备
该款电车的车顶设备自一位端起，依次为受电弓、空调装置和辅助逆变器。受电弓为东洋电机制造制PT110-BZ型；空调装置为富士电机制FAD-2220-1型，具有强冷、弱冷、送风三种功能；辅助逆变器的输出电压为单相AC 100V（60 Hz）和DC 24V。

## 设备改造
由于熊本市电在1985年引进了该款电车的改进型（8500型和8800型），因此该款电车一直以来没有增购的计划，仅有对既有电车的零星设备改造，包括在1991年增设列车无线电通信设备、在2006年更新车下控制设备（前述）、在2011年更新方向幕、在2014年增设IC卡读卡器等等。